# Кунстхалле Ростока
Кунстхалле Ростока (нем. Kunsthalle Rostock) — художественная галерея в городе Росток (земля Мекленбург-Передняя Померания), открытая в ГДР в мае 1969 года как место для демонстрации современного искусства; крупнейшая подобная площадка в регионе; двухэтажное здание музея было построено по проекту Ханса Фляйшхауэера и Мартина Хальваза. В музее собрана постоянная коллекция из 520 картин, 6000 графических работ и 200 скульптур.

## История и описание

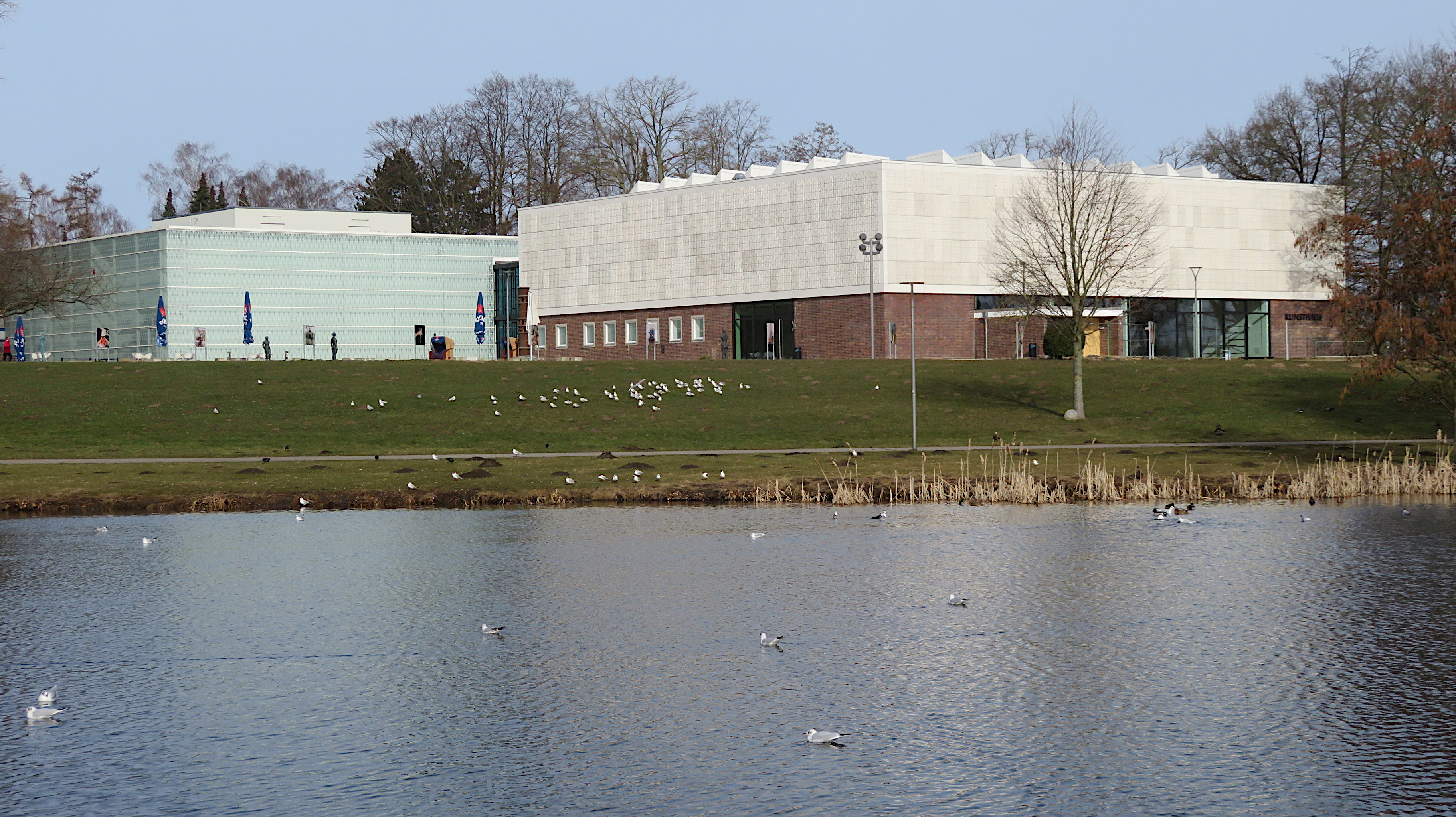
Кунстхалле Ростока. 2023

Идея создания музея современного искусства в Ростоке, тогда являвшемся часть ГДР, возникла в 1964 году — согласно официальной позиции властей, он должен был стать «социалистическим противовесом» уже существовавшему Кунстхалле Киля в ФРГ, который, по их мнению, «поддерживал посредством выставок реваншистские идеи западногерманских империалистов».
Двухэтажное здание Кунстхалле в Ростоке, спроектированное Хансом Фляйшхауэром (Hans Fleischhauer) и Мартином Хальвазом (Martin Halwas), было торжественно открыто 15 мая 1969 года; его верхний этаж покрыт белым искусственным камнем. Директор-основатель музея, историк искусства Хорст Циммерманн (1930—2017), выступил также и инициатором проведения биеннале на Балтийском море (Ostseebiennale), в рамках которого были показаны работы западногерманских, скандинавских и прибалтийских художников. В период с 1969 по 1990 год число посетителей достигало в среднем 110 000 человек ежегодно; пик в 182 696 посетителей пришёлся на 1974.
В Кунстхалле Ростока собрана коллекция из 520 картин, 6000 графических работ и 200 скульптур; основное внимание галерея уделяется местным (региональным) художникам — таким как Отто Нимейер-Гольштейн и Оскар Манигк. Кроме того в собрании есть работы Эриха Герлаха, Арно Ринка, Вольфганга Маттойера, Макса Улига и Вальтера Либуда. После второго объединения Германии, в период с 1992—1993 год, музей переживал масштабный финансовый кризис: городской совет получил в свои руки управление музеем и неоднократно стремился к его закрытию. С 1 марта 2009 года музей управляется художественной ассоциацией «pro Kunsthalle», председателем которой является врач-стоматолог Йорг-Уве Нойманн (Jörg-Uwe Neumann).
В 2010 году была проведена масштабная реконструкция здания музея, включавшая в себя создание внутреннего крытого дворика, в котором сегодня установлены скульптуры Вернер Штётцер, Сабины Гржимек, Виланда Фёрстера и Джо Джастрам. Красный куб с подсветкой и надписью, созданный архитектором Майком Баттлером, был установлен перед основным зданием. Сегодня музей является памятником культуры и охраняется властями.